# Belecska
Belecska è un comune dell'Ungheria centro-meridionale di 443 abitanti (dati 2008). È situato nella contea di Tolna.